# Villaverde del Monte
Villaverde del Monte es un municipio y localidad española de la provincia de Burgos, en la comunidad autónoma de Castilla y León. Forma parte del partido judicial de Lerma y de la comarca de Arlanza.

## Geografía

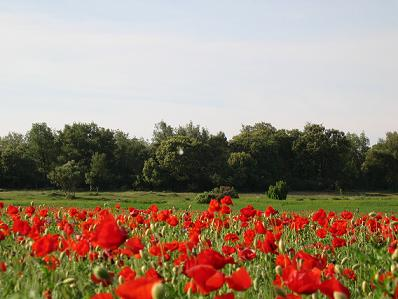
Monte de Villaverde del Monte

Situada junto a Villafuertes, dista 23 km de la capital.
El monte al que hace referencia su nombre se encuentra a un kilómetro al sur del núcleo urbano y está compuesto mayoritariamente por encinas y matorral.

### Núcleos de población
Villaverde es la capital del municipio, que cuenta además con las pedanías de Revenga de Muñó y el despoblado de Villahizán.

## Historia

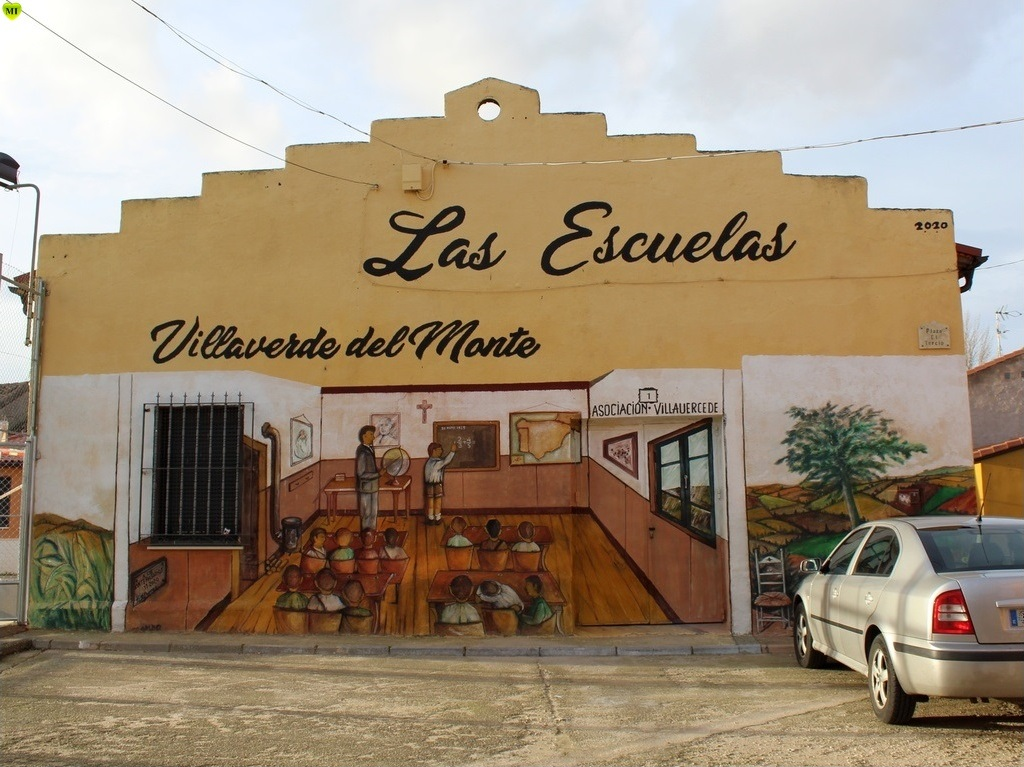
Mural en las escuelas

El censo de Pecheros de 1528, en el que no se contaban eclesiásticos, hidalgos y nobles, registraba la existencia de 17 pecheros, es decir unidades familiares que pagaban impuestos. En aquella época la localidad dependía de la Intendencia de Soria y figuraba en el documento original como Villaverde.
En el censo de la matrícula catastral había en Villaverde del Monte una población de derecho de 96 habitantes repartidos en 24 hogares.

## Demografía
Villaverde del Monte cuenta con una población de 108 habitantes (INE 2024).
| Gráfica de evolución demográfica de Villaverde del Monte entre 1842 y 2021 |
| |
| Población de derecho según los censos de población del INE. Población de hecho según los censos de población del INE.Entre el censo de 1857 y el anterior, crece el término del municipio porque incorpora a Revenga. |